# Lonchetron
Lonchetron är ett släkte av steklar som beskrevs av Graham 1956. Lonchetron ingår i familjen puppglanssteklar.
Kladogram enligt Catalogue of Life och Dyntaxa:
| Lonchetron | \| \| Lonchetron cyclorum \| \| \| \| \| \| Lonchetron fennicum \| \| \| \| |
|            | \| \| Lonchetron cyclorum \| \| \| \| \| \| Lonchetron fennicum \| \| \| \| |
|            | Lonchetron cyclorum                                                         |
|            |                                                                             |
|            | Lonchetron fennicum                                                         |
|            |                                                                             |